# James Gobbo
Sir James Augustine Gobbo (Carlton, 22 marzo 1931 – 7 novembre 2021) è stato un politico, giudice e avvocato australiano.

## Famiglia e primi anni di vita
James Gobbo nacque a Carlton, Victoria, il 22 marzo 1931 da due genitori italiani, Antonio e Regina Tosetto. Nel marzo 1935 la famiglia tornò a Cittadella, comune del padovano del quale erano originari i genitori, dove poco dopo nacque una sorella, Natalina. Tre anni dopo la famiglia, che comprendeva anche un fratello, Flavio, tornò in Australia per prendere residenza permanentemente a North Melbourne. James, che allora aveva sette anni, non parlava inglese al momento del suo ritorno. Suo padre, che aveva aperto un caffè, sentiva che era giunto il momento per lui di ricevere un'educazione cattolica.
Frequentò la St Mary's Primary School a West Melbourne e successivamente il St Joseph's CBC a North Melbourne. Nel 1944 fu ammesso al Xavier College. Era uno dei membri dell'equipaggio del Xavier College che nel 1948 vinse l'Associated Public Schools Head of the River. Dopo aver lasciato lo Xavier College, studiò giurisprudenza all'Università di Melbourne risiedendo al Newman College. Nel 1951 ricevette una borsa di studio Rhodes grazie alla quale poté conseguire un Master of Arts al Magdalen College dell'Università di Oxford. Fu presidente dell'Oxford University Boat Club e fece parte dell'equipaggio che vinse la 100ª regata Oxford-Cambridge.
Nel 1957 Gobbo sposò l'ex bibliotecaria Shirley Lewis. Dalla loro unione nacquero cinque figli. Suo figlio, James Gobbo, Jr., era il candidato liberale per il distretto di Bentleigh nelle elezioni statali vittoriane del 2006.

## Carriera giudiziaria
Dopo molti anni di pratica forense come barrister e successivamente come membro del Queen's Counsel, il 18 luglio 1978 venne nominato giudice della Corte Suprema di Victoria. Si ritirò il 14 febbraio 1994.

## Carriera vicereale
Nell'ottobre del 1995 venne nominato luogotenente governatore di Victoria e il 24 aprile 1997 la regina Elisabetta II, su consiglio del premier di Victoria Jeff Kennett, lo promosse a governatore. Fu il primo governatore di uno Stato australiano di origine italiana.
Il 1º giugno 1998 l'Università di Bologna lo insignì della laurea honoris causa in giurisprudenza.
Il mandato di Gobbo doveva essere più breve dei soliti cinque anni, a causa dell'esito incerto dell'incombente referendum sulla repubblica australiana del 1999. Se i votanti avessero accettato di tramutare la forma di Stato da monarchica a repubblicana, il governatorato di Victoria sarebbe stato abolito dal 1º gennaio 2001. Nell'agosto del 2000 il nuovo premier, Steve Bracks, annunciò che il successore di Gobbo sarebbe stato John Landy, che avrebbe assunto l'incarico nel gennaio del 2001. Gobbo comunicò immediatamente di aver avuto un'intesa con Kennett per un'estensione del suo mandato a oltre il 2000 ed espresse profonda delusione per il fatto che ciò non fosse avvento. Tuttavia, questa intesa doveva essere di natura privata, poiché la lettera di nomina di Kennett affermava che qualsiasi proroga oltre il 31 dicembre 2000 sarebbe stata una questione di competenza del premier in carica in quel momento. Bracks disse che non era a conoscenza di tale accordo.
Dopo aver lasciato l'incarico, Gobbo assunse l'ufficio di commissario per l'Italia per il governo di Victoria fino a giugno del 2006 e continuò a collaborare con vari consigli.
Nel 2006 divenne presidente del consiglio della Biblioteca nazionale australiana, del consiglio dell'Ordine dell'Australia e della Australian Multicultural Foundation.
Nel 2010 pubblicò le sue memorie con il titolo Something to Declare: A Memoir.

## Morte e funerale
Morì il 7 novembre 2021 all'età di 90 anni. I funerali di Stato si tennero il 16 novembre alle ore 15 nella cattedrale di San Patrizio a Melbourne e furono presieduti da monsignor Peter Andrew Comensoli, arcivescovo metropolita di Melbourne.

## Opere
- Something to declare: a memoir by Sir James Gobbo, Carlton, Melbourne University Pub., 2010,  pp. xiii, 345.